# Schwedische Badmintonmeisterschaft 1973
Die Schwedische Badmintonmeisterschaft 1973 fand vom 2. bis zum 4. Februar 1973 in Malmö statt.

## Medaillengewinner
| Disziplin    | Gold                             | Silber                       | Bronze                              |
| ------------ | -------------------------------- | ---------------------------- | ----------------------------------- |
| Herreneinzel | Sture Johnsson                   | Kurt Johnsson                | Thomas Kihlström                    |
| Herreneinzel | Sture Johnsson                   | Kurt Johnsson                | Gert Perneklo                       |
| Dameneinzel  | Anette Börjesson                 | Karin Lindquist              | Ewa Carlander                       |
| Dameneinzel  | Anette Börjesson                 | Karin Lindquist              | Gittan Nyberg                       |
| Herrendoppel | Bengt Fröman Thomas Kihlström    | Sture Johnsson Gert Perneklo | Willy Lund Tommy Theorin            |
| Herrendoppel | Bengt Fröman Thomas Kihlström    | Sture Johnsson Gert Perneklo | Claes Nordin Christian Lundberg     |
| Damendoppel  | Anette Börjesson Karin Lindquist | Agneta Lundh Karin Olsson    | Kathryn Gärtner Margareta Söderberg |
| Damendoppel  | Anette Börjesson Karin Lindquist | Agneta Lundh Karin Olsson    | Carlotte Karlsson Gunnel Bengtsson  |
| Mixed        | Willy Lund Britt-Marie Larsson   | Lars Wengberg Lena Persson   | Jan Söderberg Birgitta Ernquist     |
| Mixed        | Willy Lund Britt-Marie Larsson   | Lars Wengberg Lena Persson   | Tommy Theorin Karin Lindquist       |